# Alte Pfarrkirche Jois

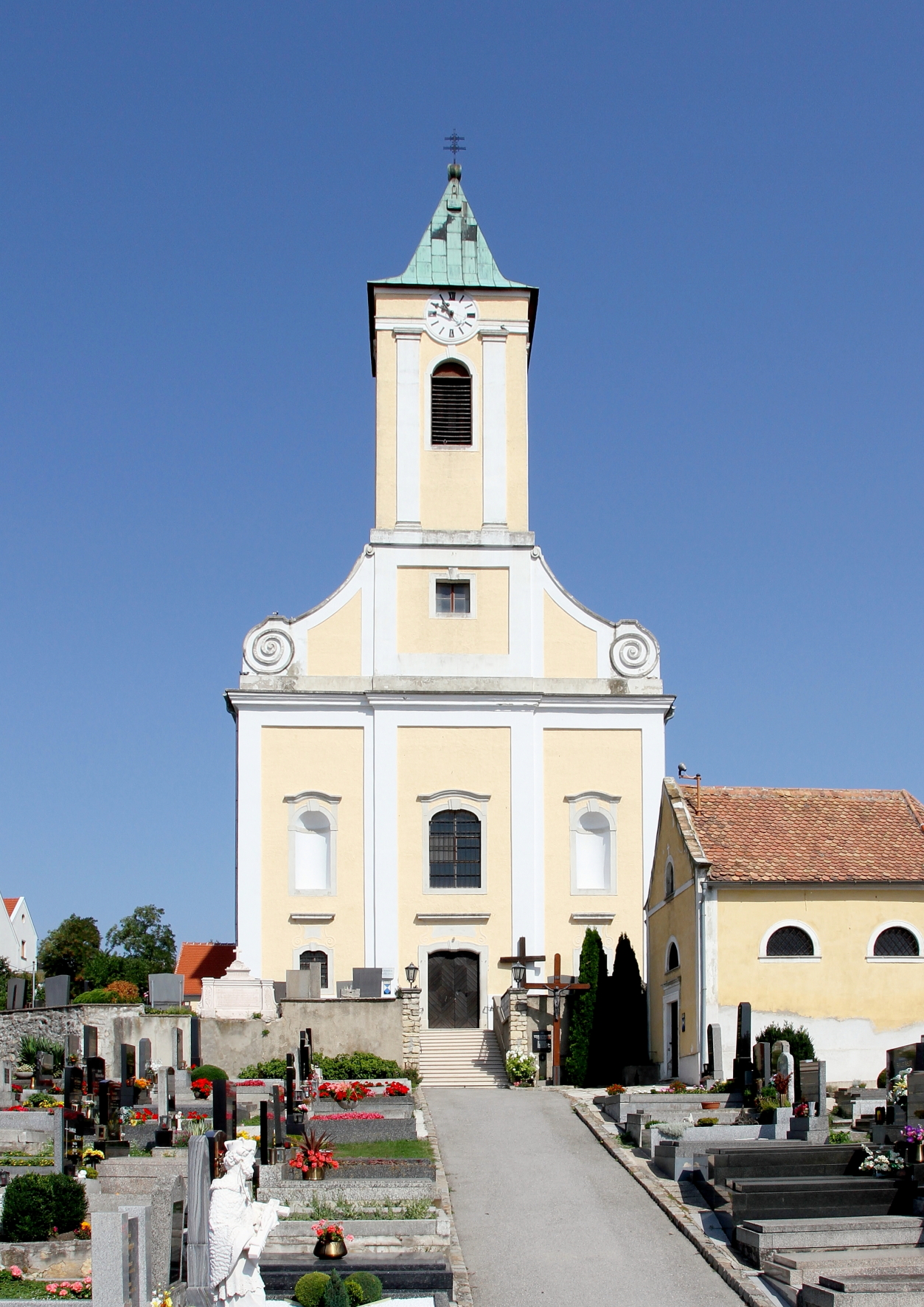
Alte Kath. Pfarrkirche hl. Georg in Jois und rechts davor die Friedhofskapelle

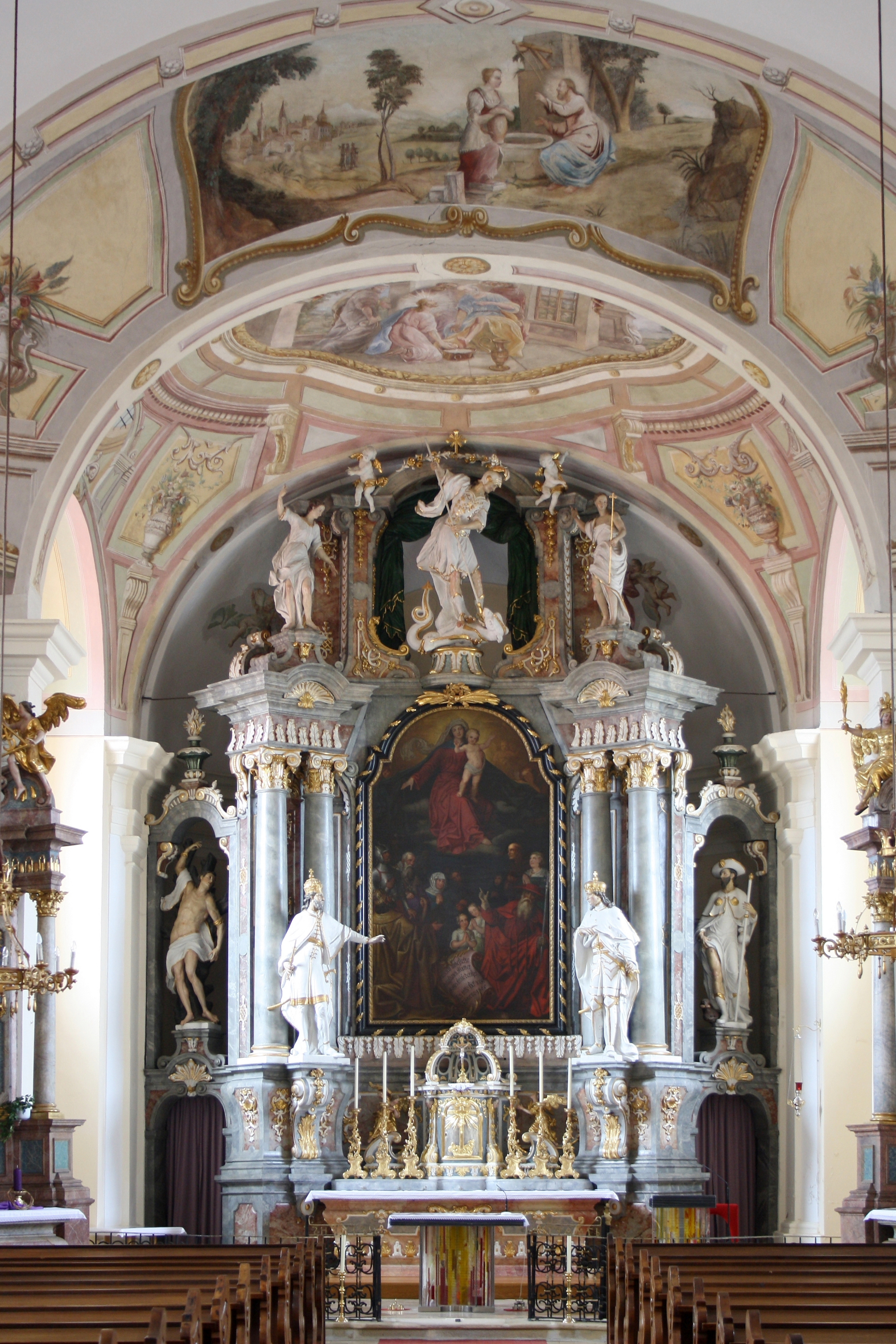
Triumphbogen und Chor mit dem Hochaltar aus Sopron mit den Malereien aus der Bauzeit

Die römisch-katholische Alte Pfarrkirche Jois steht in freier Lage im Friedhof auf der Anhöhe des Oberen Dorfes in der Marktgemeinde Jois im Bezirk Neusiedl am See im Burgenland. Die ehemalige Pfarrkirche hl. Georg gehört zum Dekanat Neusiedl am See in der Diözese Eisenstadt. Die Kirche steht unter Denkmalschutz.

## Geschichte
Die Pfarrkirche geht auf eine Gründung des 13. Jahrhunderts zurück. In der Reformationszeit war sie vorübergehend evangelisch. Romanische Bauteile, vermutlich aus der ehemaligen Friedhofsmauer, werden in der Vorhalle aufbewahrt. Die vorbarocke Kirche wurde wahrscheinlich bei der Zweiten Wiener Türkenbelagerung (1683) zerstört. Der Neubau der Kirche erfolgte von 1757 bis 1770, Baumeister war Johann Georg Wimpassinger. Die Kirche wurde 1865 renoviert und geweiht. 1969/1970 war eine Restaurierung.

## Architektur
Der einheitliche Barockbau mit einer dreiachsigen dreigeschoßigen Südfassade hat über einem abgeschnittenen Volutengiebel einen kurzen Turm mit einem Pyramidenhelm. An das Langhaus schließt ein eingezogener Chor mit einem Fünfachtelschluss an. Westseitig ist eine niedrige Sakristei mit einer Lisenengliederung angebaut. Das Südportal zeigt die Jahresangabe 1757.
Die dreiachsige Vorhalle hat darüber die Läutstube. Das zweijochige Langhaus mit Platzlgewölben zwischen doppelt geführten Gurten auf flachen Pilastern ist ein hoher heller Raum mit abgerundeten Ecken mit Gewölbekehlen. Die Südempore mit einer vorgewölbten getäfelten Brüstung und einem barocken Gitter ist zur Läutstube geöffnet. Der Triumphbogen zum Chor ist rundbogig. Das Chorjoch hat eine Platzlgewölbe mit einer Schale über der innen abgerundeten Apsis.
Malereien aus der Bauzeit zeigen am Triumphbogen Christus und die Samariterin und im Chorjochgewölbe die Fußwaschung.
Die freistehende Friedhofskapelle rechts vor der Hauptfront der Kirche ist ein einfacher Rechteckbau und zeigt in der Portalinschrift die Jahresangabe 1679.

## Ausstattung
Der Hochaltar wurde von 1749 bis 1752 für die Pfarrkirche hl. Michael in Sopron gefertigt und wurde 1865 hierher übertragen. Der dreigeschoßige Aufbau mit übereck gestellten Doppelsäulen hat einen Aufsatz. Das Altarbild Muttergottes mit Stiftern malte F. Storno (1865). Das ursprüngliche Altarbild Muttergottes und hl. Michael von Martino Altomonte verblieb in Sopron. Die weiß gefassten Figuren zeigen die hll. Könige Stephan und Ladislaus, über den Opfergangportalen die hll. Rochus und Sebastian, im Aufsatz den hl. Georg (ursprünglich den hl. Michael), und zwei weibliche Heilige.
Die im Aufbau ähnlichen Nischenaltäre an den Triumphbogenkehlen entstanden um 1760. Der linke Seitenaltar trägt die Figur hl. Georg über einem reich gerahmten Relief hl. Johannes Nepomuk. Der rechte Seitenaltar trägt in einer Nische über dem Tabernakel die Figur Thronende Maria in einem tabernakelartigen Gehäuse mit obenliegendem Lamm Gottes mit sieben Siegeln und im Aufsatz Gottvater und bewegte Engelsfiguren.
Die Kanzel um 1760 zeigt am Korb eine reiche Rokoko-Ornamentik und das Relief Berufung eines Apostels und die Sitzfiguren Glaube und Hoffnung und auf dem hohen Schalldeckel einen Posaunenengel.
Die 14 Kreuzwegbilder sind aus dem 18. Jahrhundert. Die Orgel mit 9 Registern mit der Sitzfigur König David entstand 1763 von Johann Michael Hefele und wurde 1969 restauriert. Unter der Orgel ist eine polychrome Holzfigur Vesperbild aus dem 18. Jahrhundert.